# Extrasystole (film)
Pour le trouble du rythme cardiaque, voir Extrasystole.
Pour plus de détails, voir Fiche technique et Distribution.
Extrasystole est un moyen métrage français réalisé par Alice Douard, sorti en 2013,.

## Synopsis
Raphaëlle (Mathilde Poymiro), 19 ans, fait une classe préparatoire pour préparer au mieux ses études supérieures. Adèle (Lætitia Dosch), sa professeure, impressionne la jeune étudiante.

## Fiche technique
- Titre : Extrasystole
- Réalisation : Alice Douard
- Scénario : Alice Douard
- Production : La Femis
- Musique :
- Pays d'origine :  France
- Langue d'origine : français
- Genre : drame, romance saphique
- Lieux de tournage :
- Format : couleur
- Durée : 35 minutes
- Date de sortie : 
  -  France
    - 9 octobre 2013 en avant-première
    - 16 octobre 2013 au Festival de films gays & lesbiens de Paris
    - 22 janvier 2014 au Festival Premiers Plans d'Angers
    - 1er février 2014 au Festival international du court métrage de Clermont-Ferrand
    - 17 mars 2014 au Festival international de films de femmes de Créteil
    - 10 avril 2014 aux Rencontres européennes du moyen métrage
    - 12 juin 2014 au Festival Côté court de Pantin
    - 5 juillet 2014 sortie en salle à Paris

  -  Australie mars 2014
  -  Allemagne 5 juillet 2014 en première télévisée
  -  Danemark 4 octobre 2014 au MIX Copenhagen Film Festival

## Distribution
- Mathilde Poymiro : Raphaëlle
- Lætitia Dosch : Adèle Auch
- Claire Barrault : Fleur
- Pablo Zucker : Simon
- Lucas Fevret : Guillaume
- Sophie Halperin : La fille à la souflette
- Adrien de Van : Cyril
- Mamadou Korkosse : Le guichetier du cinéma
- Abigaïl Boixados : L'ouvreuse du cinéma
- Rémy Chevillard : L'élève qui échange avec Adèle
- Riwan Alami-Badiss : un élève
- Mathilde Baraille : une élève
- Marie Beringue : une élève
- Raphaël Durville : un élève
- Pauline Herscu : une élève

## Distinctions
- Mention Spéciale du Jury, Festival du Court Métrage de Clermont-Ferrand 2014
- Youth Award, "Zinegoak 2014", International GLTB Film Festival, Bilbao (Espagne)